# 新数学
新数学（しんすうがく、英語: New Math）は、1950年代から1970年代にかけて、主にアメリカ合衆国の初等教育で、そして一部の欧州諸国や他の地域で起きた、数学教育法の劇的ではあるが一過性の変化を指す。スプートニク・ショックの直後に米国でカリキュラムの内容や教授法が変更された。その目標は、生徒たちの科学教育と数学のスキルを向上させ、高度な数学能力で名高いソ連のエンジニアと競争できるようにすることだった。

## 概略
スプートニク・ショックを受け、ソ連に負けることを許されなかったアメリカが国威発揚のもとに1960年代に現代数学の諸分野を未成年に教えようという考えのもとに、流行した思想であった。行列、ブール代数、ベクトル、ほか従来の大学数学で教えられていた諸分野を中学高校の指導要領で学べるように大きく改訂された。ブルバキの影響も指摘されている。
しかしながら、リチャード・P・ファインマン他の科学者の大きな批判に会い、退潮を余儀なくされた。マンガにも揶揄される始末であった。
このように当時世界の流行であった新数学だがオランダではハンス・フロイデンタールが独力でこの流行りに追随するのを中止させた。

## 影響
日本もこの影響を多く受けた。1969年に告示された中学数学用の学習指導要領が有名である。これに基づく啓林館発行の教科書は、新しい数学の完全な摸造品ではない。従来なら高校初年度以降で学習されると考えられる初等幾何、組合せ、集合、グラフ理論の初歩が導入された。元々は中学に三角比で高校に初等幾何であった指導要領を、高校に三角比で中学に初等幾何のように入れ替えた点が画期的であった。また統計学が中学一年から導入されるなど、これも過去にないものであった。
高校に至っては平面のベクトルが1年次からで、文系選択者であれば全員必修であった。
中高一貫校の場合、この過酷な内容を2年と半年以下でやらされることになり、教師は「詰め込み教育」と批判されながら対応に追われた。
現在の中学数学や高校数学と比べても極端に内容が詰め込まれており、1977年告示学習指導要領では多くの領域が元に戻された。ただし、この二度にわたる改訂で、初等幾何学ほかが中学高校から完全に姿を消してしまったため、失敗を指摘する教育者は多い。影響は今も微妙に残っており、2020年から実施されている中学数学の指導要領では、部分的に統計学が復活している。

## 関連文献
- Bob Moon: The New Maths Curriculum Controversy. An International Study. Falmer Press, London 1986.
- J. Fey, Anne O. Graeber: From the new math to the Agenda for Action, in: G. Stanic, J.Kilpatrick (Herausgeber): A Recent History of Mathematics Education in the United States and Canada. Reston, VA: National Council of Teachers of Mathematics 2003
- Elizabeth Barlage, The New Math. An Historical Account of the Reform of Mathematics Instruction in the United States of America, ERIC, Institute of Education Science, 1982, Abstract
- R. W. Hayden: A Historical View of the "New Mathematics." American Educational Research Symposium, Montreal 1983
- Tom Loveless: A tale of two math reforms: the politics of the new math and the NTCM Standards, in: Loveless (Herausgeber): The Great Curriculum Debate: how should we teach and reading math ?, Brookings Institution Press 2001
- Christopher J. Phillips: The New Math. A Political History, Chicago University Press 2015